# Đuba
Đuba (olaszul: Giubba) falu Horvátországban, Isztria megyében. Közigazgatásilag Umaghoz tartozik.

## Fekvése
Az Isztria északnyugati részén, Umagtól 2 km-re délre, a tengerparton fekszik.

## Története
1880-ban 45, 1910-ben 40 lakosa volt. Az első világháború után a rapallói szerződés értelmében Isztria az Olasz Királysághoz került. 1943-ban az olasz kapitulációt követően német megszállás alá került, mely 1945-ig tartott. A második világháború után a párizsi békeszerződés értelmében Jugoszlávia része lett, de 1954-ig különleges igazgatási területként átmenetileg a Trieszti B zónához tartozott és csak ezután lépett érvénybe a jugoszláv polgári közigazgatás. A település Jugoszlávia felbomlása után 1991-ben a független Horvátország része lett. 2011-ben 112 lakosa volt. Lakói főként a turizmussal és vendéglátással foglalkoznak.

## Nevezetességei
Közvetlenül a tengerparton áll Szent Pelegrin tiszteletére szentelt kápolnája. Az umagi plébánia legrégibb szakrális épületét a 12. században építették, 1401-ben megújították. 1830-ban és 1982-ben teljes mértékben renoválták. Egyhajós épület, homlokzata felett nyitott kis harangtoronnyal és egy haranggal. Berendezése nagyon egyszerű. Egy kőből épített oltár, egy a szentet ábrázoló kép és egy fából faragott kereszt található benne.

## Lakosság
| Lakosság változása | Lakosság változása | Lakosság változása | Lakosság változása | Lakosság változása | Lakosság változása | Lakosság változása | Lakosság változása | Lakosság változása | Lakosság változása | Lakosság változása | Lakosság változása | Lakosság változása | Lakosság változása | Lakosság változása | Lakosság változása |
| ------------------ | ------------------ | ------------------ | ------------------ | ------------------ | ------------------ | ------------------ | ------------------ | ------------------ | ------------------ | ------------------ | ------------------ | ------------------ | ------------------ | ------------------ | ------------------ |
| 1857               | 1869               | 1880               | 1890               | 1900               | 1910               | 1921               | 1931               | 1948               | 1953               | 1961               | 1971               | 1981               | 1991               | 2001               | 2011               |
| 0                  | 0                  | 45                 | 49                 | 61                 | 40                 | 0                  | 0                  | 42                 | 38                 | 36                 | 31                 | 0                  | 0                  | 86                 | 112                |